# Mitglieder der Lübecker Bürgerschaft 1849/1850

Portal:Lübeck/Projekt Bürgerschaft 1848-1937

Liste der Mitglieder der Lübecker Bürgerschaft 1849/1850.
- Johann Jacob Achelius, Glasermeister
- Christian Heinrich Achenbach, Malermeister, seit 1848
- Hans Detlef Friedrich Asschenfeldt, Buchhändler, seit 1848
- Johann Carl Friedrich Barckentien, Schiffer, seit 1848
- Johann Jochim Christian Beckmann, Kürschner
- Johann Heinrich Behn, b. R. Dr., Aktuar, seit 1848, stellvertretender Wortführer der Bürgerschaft 1849 und 1850
- Heinrich Theodor Behn, b. R. Dr., Advokat, seit 1848, stellvertretender Wortführer des Bürgerausschusses 1849
- Heinrich Behrens, Kaufmann, seit 1848, stellvertretender Wortführer der Bürgerschaft 1849 und 1850
- Johann Heinrich Matthias Beythien, Schuhmachermeister, seit 1848,
- Wilhelm von Bippen, d. A. G. Dr., Arzt, seit 1848,
- Franz Friedrich Peter Böge, Bauernvogt zu Schlutup, seit 1848
- Friedrich Boldemann, Assecuradeur, seit 1848
- Friedrich Wilhelm Heinrich Classe, Bäckermeister, seit 1848
- Johann Wilhelm Colsmann, Kaufmann
- Friedrich Crome, b. R. Dr., Advokat
- Hans Joachim Derlien, Hufner in Blankensee
- Peter Gabriel Detloff, Rademacher in Dummersdorf
- Carl Heinrich Dettmer, phil. Dr., Collaborator, seit 1848
- Christian Heinrich Bernhard Drewke, Brauer, seit 1848
- Carl Alexander von Duhn, b. R. Dr., Advokat, seit 1848
- Johann Hinrich Eggers, Halbhufner in Nusse
- Jochim Hinrich Ehlers, Hufner in Nusse
- Johann Gottfried Theodor Ehlert, Buchbindermeister, seit 1848
- Wilhelm Ehrich, Bauernvogt in Krempelsdorf
- Heinrich Wilhelm Eschenburg, Pastor an St. Lorenz in Travemünde[1]
- Johann Heinrich Evers (Politiker, I), Kaufmann, seit 1848
- Nicolas Heinrich Evers, Hufner in Gneversdorf, seit 1848
- Johannes Christoph Fehling, Assecuradeur, seit 1848
- Johann Christian Wilhelm Theodor Fischer, Maurer in Travemünde
- Georg Joachim Christian Fontaine, Kaufmann, seit 1848
- Joachim Gabriel Johann Frank, Krämer, seit 1848
- Johann Carl Heinrich Fust, Garbereiter, seit 1848
- Heinrich Gaedertz, Kaufmann, seit 1848
- Conrad Ganslandt, Kaufmann, seit 1848
- Eduard Geffcken, Dr. d. Phil., Apotheker, seit 1848
- Johann Georg Friedrich Gossmann, Kaufmann, seit 1848
- Julius Grabau, Kaufmann, seit 1848
- Johann Christoph Gramba, Flussschiffer
- Johann Grebe, Hofpächter in Niemark
- Friedrich Grelck, Lehrer in Dissau
- Friedrich Grimm, Arbeitsmann in Genin
- Carl Christian Grösser, Kunstgärtner vor dem Mühlentor, seit 1848
- Christian Diedrich Bonaventura von Großheim, Pastor an St. Andreas in Schlutup
- Joachim August Hasse, Kaufmann, seit 1848
- Johann Christian Gotthard Hasse, Gärtner in der Vorstadt St. Jürgen
- Joachim Zacharias Christian Hasselmann, Gehöftsbesitzer zu Brandenbaum, seit 1848
- Carl Christian Johann Heinritz, Buchbindermeister, seit 1848
- Heinrich Hellmann, Hufner in Schlutup
- Heinrich Christian Hildebrandt, Hufner in Rönnau
- Jochim Christoph Hartwig Holldorff, Krüger
- Johann Friedrich Kleinfeldt, Arbeitsmann in Geversdorf
- Marcus Joachim Carl Klug, Pastor, seit 1848
- Johann Christian Klügmann, Direktor der Handels-Akademie, seit 1848
- Martin Krüger, Barbier in Ritzerau
- Hans Friedrich Krauel, b. R. Dr., Advokat
- Daniel Christian Friedrich Krüger, b. R. Dr., Advokat, seit 1848
- Hans Hinrich Lahtz, Hufner in Behlendorf
- Diedrich Lange, Müller in Dissau
- Franz Heinrich Langhanns, Halbhufner in Giesensdorf
- Friedrich Levenhagen, Krämer, seit 1848
- Johann Carl Lindenberg, Pastor und Senior des Geistlichen Ministeriums in Lübeck, seit 1848
- Johann Peter Christian Lüders, Schlossermeister, seit 1848
- Samuel Marcus, Gemeindediener in Moisling
- Hermann Heinrich Meeths, Kaufmann, seit 1848
- Christoph Meyer, Ziegeleibesitzer in Legan
- Johann Hinrich Friedrich Meyer, Schiffer, seit 1848
- Wilhelm Jacob Minlos, Kaufmann, seit 1848
- Hans Joachim Möller, Bauernvogt in Oberbüssau, seit 1848
- Carl Christoph Christian Neddermeyer, Bäckermeister
- William Henry Newman-Sherwood, d. A. G. Dr., Arzt
- Christian Ludwig Niemeitz, Major a. D.
- Christian Adolph Nölting, Kaufmann, seit 1848
- Christian Friedrich Gerhard Ohrt, Goldschmied, seit 1848
- Franz Hermann Anton Otte, Beckenschlägermeister
- Charles Petit, Kaufmann
- Levi Philippson, Handelsmann in Moisling
- Conrad Platzmann, Kaufmann, seit 1848
- Heinrich Gustav Plitt, b. R. Dr., Advokat
- Hieronymus Carl Friedrich Pohlmann, Kunstgärtner vor dem Holstentor, seit 1848
- Heinrich Prösch, Hofpächter in Moisling
- August Peter Rehder, Kaufmann, seit 1848
- Hans Hinrich Rethwisch, Krämer, seit 1848
- Johann Ludwig Rittscher, Organist zu Nusse
- Conrad Matthias Röhl, Kaufmann, seit 1848
- Franz Christian Ludwig Röver, Hofpächter in Behlendorf
- Heinrich Friedrich Wilhelm Rohde, Kunstgärtner in Krempelsdorf
- Joachim Wilhelm Christian Rothe, Kaufmann, seit 1848
- Hermann Wilhelm Saß, d. A. G. Dr., Arzt in Travemünde
- Carl Friedrich Wilhelm Scheel, Lehrer in Niendorf
- Joachim Eduard Scheele, Krämer, seit 1848
- August Schmidt, Hofbesitzer in Strecknitz
- Friedrich August Schneider, Schneidermeister
- Friedrich Schröder, Dispacheur
- Hermann Schröder, b. R. Dr., Assecuradeur, seit 1848
- Carl Schwarzkopf, Goldschmied, seit 1848
- Johann Ludwig Seeburg, Bäckermeister
- Johann Nicolaus David Seestädt, Schiffszimmermann
- August Ferdinand Siemßen, Kaufmann, seit 1848
- Hermann Friedrich Siemssen, Buchhalter
- Heinrich Sievers, Krämer
- Theodor Friedrich Heinrich Slevogt, Krämer, seit 1848
- Nicolaus Wilhelm Stahl, Schiffer in Travemünde, seit 1848
- Carl Christoph Heinrich Stapelfeldt, Krämer, seit 1848
- Carl Christian Friedrich Steche, b. R. Dr., seit 1848, Wortführer des Bürgerausschusses 1849
- Georg Hermann Andreas Stechenbauer, Essigbrauer, seit 1848
- Jochim Nicolaus Stolterfoht jun., Kaufmann
- Christian Heinrich Suckau, Kaufmann, seit 1848
- Heinrich Joachim Versmann, Apotheker, seit 1848
- Theodor Henning Friedrich Voigt, Lohgerbermeister, seit 1848
- Johann Hinrich Vollert, Medebürger in der Vorstadt St. Jürgen
- Georg Heinrich Voß, Kaufmann, seit 1848
- Johann Friedrich Warncke, Maurermeister, seit 1848
- Hugo Weltner, d. A. G. Dr., Arzt
- Jochim Hinrich Wenditz, Schiffer, seit 1848
- Johann Christian Wilhelm Wendler, Malermeister, seit 1848
- Ludwig Heinrich Wiederhold, b. R. Dr., Oberappellationsgerichtsrat
- Christian Friedrich Wilms, Kaufmann, seit 1848
- Hans Friedrich Wohlers, Hauszimmermann